# غزو الأتراك الغربيين

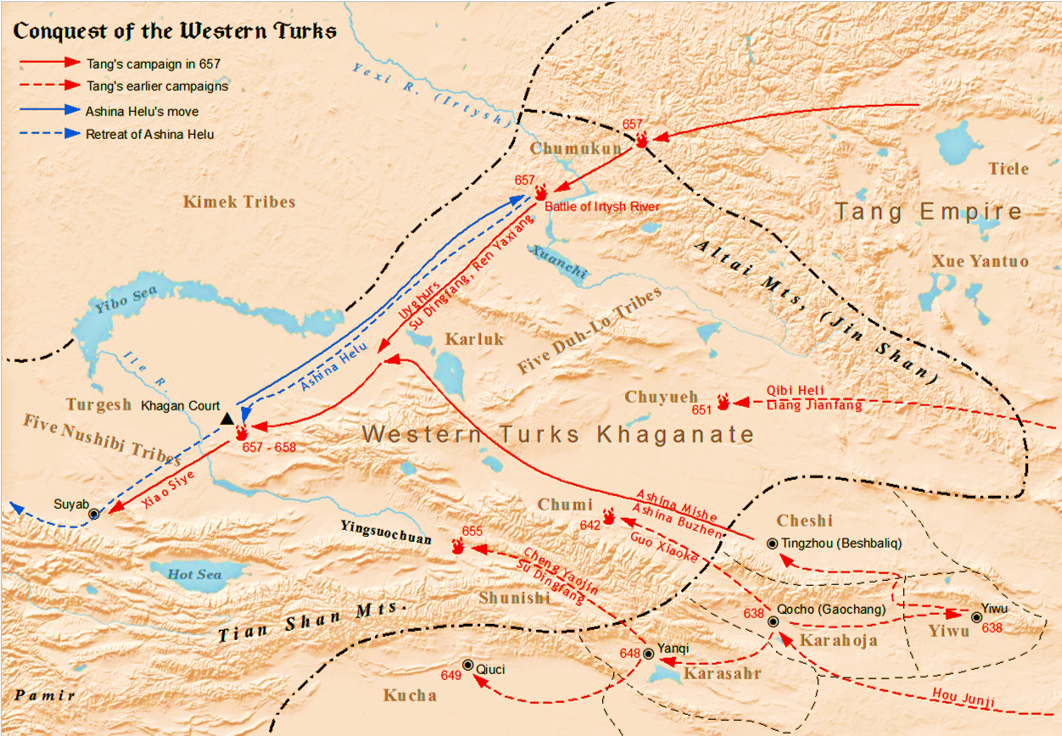
الحركات العسكرية في فترة غزو الأتراك الغربيين

كان غزو الأتراك الغربيين، المعروف أيضًا باسم توجو الغربية في المصادر الصينية، حملة عسكرية في 655-657 قادها جنرالات سلالة تانغ الحاكمة تسو دينغفانغ وتشينغ ياوجين ضد الخاقانية التركية الغربية التي يحكمها أشينا هيلو. بدأت حملات تانغ ضد الأتراك الغربيين في 640 بضم الولاية الواحة غاوتشانغ في حوض تاريم المتحالفة مع الأتراك الغربيين. كانت الكثير من ولايات الواحة تابعة إلى سلالة تانغ الحاكمة، لكنها غيرت ولاءها إلى الأتراك الغربيين عندما ارتابت من الطموحات العسكرية لتانغ. استمر توسع تانغ في آسيا الوسطى مع غزو قاراشيهير في 644 وكوجار في 648. قاد تشينغ ياوجين الغزوة الأولى ضد توجو الغربية، وفي 657 قاد تسو دينغفانغ الجيش الرئيسي المرسل ضد الأتراك الغربيين، بينما قاد الجنرالات الأتراك أشينا ميش وأشينا بوجين الفرق الجانبية. كان جنود التانغ معززين بسلاح الفرسان المزود من قبل الأويغور، وهي قبيلة متحالفة مع التانغ منذ دعمهم لثورة الأويغور ضد الشيوينتو. هزم جيش تسو دينغفانغ هيلو في معركة نهر إيرتيش.
عزز الانتصار سيطرة تانغ على المناطق الغربية، التي أصبحت الآن سنجان الحديثة، وضمت المناطق التي كانت تحكمها الخاقانات سابقًا إلى إمبراطورية تانغ. نُصب خواقين دمية، وهي التسمية التركية للحاكم، وحاميات عسكرية لإدارة الأراضي المكتسبة حديثًا. حققت سلالة تانغ الحاكمة أقصى حد لها مع وصول الحدود الغربية للصين إلى الحدود الشرقية للخلافة الأموية العربية. في وقت لاحق، أنهت الثورات التركية الهيمنة الصينية فيما وراء جبال بامير في طاجكستان وأفغانستان الحديثتين، لكن وجودًا عسكريًا لتانغ بقي في جونغاريا وفي حوض تاريم. استوعبت آسيا الوسطى التأثيرات الثقافية الناجمة عن الصراع. انتشرت الثقافة واللغة التركية في آسيا الوسطى، وكذلك التأثيرات الفنية والسياسية من سلالة تانغ الحاكمة. كان الكثير من جنرالات وجنود تانغ المتمركزين في المنطقة من أصل تركي، وتراجع انتشار اللغات الهندية الأوروبية في آسيا الوسطى مع تسارع الهجرة التركية. تنافس الأتراك والتبتيون والتانغ للسيطرة على آسيا الوسطى على مدى القرون القليلة التالية.

## الخلفية
كانت إمبراطورية سلالة تانغ الحاكمة (18 يونيو 618 – 1 يونيو 907)، خليفة سلالة سوي الحاكمة، قوة عالمية مهيمنة حكمت واحدة من أكثر إمبراطوريات الصين توسعًا. تحدت غارات شعب الخيتان البدوي والأتراك حكم تانغ، ورد حكام تانغ باتباع استراتيجيات فرق تسد والحرب بالوكالة والترفيد وزواج المصالح.
كانت العداوات بين التانغ والأتراك الغربيون قائمة منذ تأسيس السلالة الحاكمة، ساعد الإمبراطور غاوزو، أول إمبراطور لسلالة تانغ الحاكمة، باغتيال خاقان تركي غربي في 2 نوفمبر 619. في مواجهة تهديد كل من الخاقانات التركية الغربية والشرقية، شكل خليفة غاوزو، الإمبراطور تايزونج، تحالفًا مع الأتراك الغربيين ضد الأتراك الشرقيين، متبنيًا سياسية التحالف «مع أولئك البعيدين لمحاربة هؤلاء القريبين».
بدأ التوسع غربًا لسلالة تانغ الحاكمة بحروبهم ضد الأتراك الشرقيين، المسماة توجو الشرقية في اللغة الصينية. ضم تايزونج منطقة الأتراك الشرقيين في 629 مستغلًا الخلاف السياسي في الخاقانية التركية الشرقية، ليبدأ فترة حكم سوف تستمر لمدة خمسين عامًا قادمة. طُرد البدو من منطقة الأوردوس ومنغوليا الجنوبية وأُعلن تايزونج خانًا عظيمًا من قبل القبائل المهزومة التي استسلمت ورضخت لحكم تانغ.

### معارك حوض تاريم
غيرت عدة ولايات واحات من حوض تاريم ولاءها من سلالة تانغ الحاكمة إلى الأتراك الغربيين. استسلمت الولايتان الواحتان كاشغر وختن إلى الصينيين في 632، مثلما فعلت مملكة ياركند في 635. توسعت حملات تانغ العسكرية غربًا ضد الممالك المتبقية من حوض تاريم في جنوبي سنجان ابتداءً من 640. رفض ملك غاوتشانغ الخضوع إلى سلالة تانغ الحاكمة كولاية. في 638، أمر الإمبراطور تايزونج بشن حملة بقيادة الجنرال هو جونجي لغزو غاوتشانغ. وصلت قوات تانغ في 640 وضمت المملكة. تراجع الجيش التركي الغربي، المُرسل لدعم غاوتشانغ، مع اقتراب قوات تانغ.
ازداد حذر مملكة قاراشيهير المجاورة من القوات الصينية المتمركزة في غاوتشانغ والتي أصبحت الآن تحت سيطرة تانغ. رفضت أن تُرسل إتاوة إلى بلاط تانغ وشكلت تحالفًا مع الأتراك الغربيين. استولت حملة تانغ بقيادة القائد غواشياو كيه المملكة في 644 وجعلت أحد الموالين لتانغ حاكمًا لها. فشلت المساعدة العسكرية التي قدمها الأتراك الغربيون في ردع قوات تانغ. بدعم من الأتراك الغربيين، خُلع الحاكم الدمية لاحقًا، ووصلت حملة عسكرية أخرى بقيادة جنرال تانغ أشينا شير، والذي هو عضو من أسرة أشينا الملكية التركية، في 648 لإعادة فرض سيطرة تانغ.
بعد غزو قاراشيهير، قاد شير قواته إلى مملكة كوجار. هُزم جيش كوجار، المؤلف من 50,000 جنديًا، أمام شير. فر ملك كوجار مع جنوده إلى مملكة أقسو. بعد حصار دام أربعين يومًا، أُسر الملك واستسلمت قوات كوجار في 19 يناير 649. أُقيمت حاميات تانغ عسكرية في المنطقة لإدارة ولايات الواحة المضمومة. كانت هذه الحاميات، المعروفة باسم حاميات أنكسي الأربعة، متوضعة في كوجار وكاشغر وختن وقاراشيهير.

## الحملة
كان إشبارا خاقان (أشينا هيلو)، أحد أعضاء أسرة أشينا الملكية، جنرالًا سابقًا تحت الإمبراطور تايزونج ويقود قوات تانغ في قانسو. قاد ثورة ضد تانغ وهاجر غربًا، معلنًا نفسه شابولو خاقان وحاكم الخاقانية التركية الغربية. وحد صعود هيلو نحو السلطة القبائل التركية المنقسمة تحت إمرة قائد واحد. بعد أن فرض نفسه بصفة خاقان، قاد أشينا هيلو غارات متكررة على مستوطنات تانغ في الشرق. هاجم أيضًا حوض تاريم، ما أخضع المنطقة للحكم التركي على مدى السنوات الست التالية. رد الإمبراطور غاوزونغ، خليفة تايزونج، بإرسال قوات تانغ مؤلفة من فرقة رئيسية يقودها تسو دينغفانغ، وأخرى يقودها أشينا ميش وأشينا بوجين، وهما منافسي أشينا هيلو من الأتراك الغربيين.
كان تسو دينغفانغ قائدًا من جنوب وسط خبي، وكان مسؤولًا في مرحلة مبكرة من عمله بصفة ضابط عن قيادة الهجوم على مخيم إليغ خاقان العسكري، وهو خاقان الأتراك الشرقيين. واكتسب خبرة عسكرية بصفة قائد لميليشيا إقليمية خلال الحرب الأهلية التي دارت بين الانتقال من سوي إلى تانغ. كان تسو جنرالًا ذا خبرة عسكرية في آسيا الوسطى، وكان ملمًا بثقافة السهوب. كان على اتصال مع قادة عسكريين من المنطقة. وكان واحدًا من تسعة قادة متعددي الأعراق دعاهم الإمبراطور تايزونج إلى حدث عسكري في 655. كان الجنرال التركي أشينا تشونغ، ابن العم الثاني لأشينا شير، قائدًا آخرًا من الحاضرين.
تألفت قوات تسو دينغفانغ من جنود تانغ و10,000 من فرسان الأويغور. زُودت قوات الأويغور من قبل بورون، نجل زعيم الأويغور توميدور الطبار وتوجها تايزونج. كان الأويغور متحالفين مع الصين التي تحكمها سلالة تانغ التي دعمت ثورتهم ضد حكم الشيوينتو، وهي قبيلة من شعب تييل. انضم بورون إلى تسو دينغفانغ ليصبح نائبًا لقائد سلاح فرسان الأويغور في الحملة العسكرية ضد الأتراك الغربيين. كان قادة سلاح فرسان الأويغور هم الجنرال الحامي ليانران ونائب الجنرال الحامي والمسؤولون عن محمية يانران بالقرب من حامية تانغ تشيشوشيانغ العسكرية.